# Park Kyung-ri
Park Kyung-ri (hangul: 박경리; hanja: 朴倞利; rr: Bag Kyeong-ri; MR: Pak Kyŏng-ri; Busan, 5 de julho de 1990), mais frequentemente creditada na carreira musical apenas como Kyungri (hangul: 경리), é uma cantora e dançarina sul-coreana. Realizou sua estreia no cenário musical em janeiro de 2012 como membro do grupo feminino Nine Muses. Iniciou sua carreira de atriz através de uma participação na série de televisão Blue Tower.

## Biografia
Kyungri nasceu em 5 de julho de 1990 em Busan, Coreia do Sul. Ela frequentou e se formou na Dae Myung Girls High School. Antes de se tornar integrante do Nine Muses, ela foi dançarina de apoio de vários artistas, incluindo Lee Jung e Chae Yeon.

## Carreira

### 2011: Nine Muses
Kyungri foi introduzida como integrante do Nine Muses em meados de 2012 para substituir Bini e Rana que haviam deixado o grupo em 2011. Seu primeiro lançamento oficial como integrante do grupo foi News.

### 2013–2015: Participação em dramas e Nasty Nasty
Em meados de 2013, Kyungri realizou uma participação especial no drama Blue Towers, juntamente com a colega de grupo Ryu Sera. Mais tarde, ela apareceu no drama Respond 1994 como papel de apoio, com as colegas Erine e Minha.
Em julho de 2014, Kyungri estrelou o videoclipe It Girl, que foi lançado pela dupla Homme. Foi revelado que Kyungri, Kevin (integrante do grupo masculino ZE:A) e Sojin (na época estagiária da Star Empire, e atualmente integrante do Nine Muses) formaram o subgrupo projeto Nasty Nasty. O grupo estreou oficialmente em 22 de agosto de 2014 com o single Knock.

### 2016–2017: Nine Muses A, estreia como atriz eTalk About You
No verão de 2016, Kyungri se tornou integrante da primeira subunidade oficial do Nine Muses, Nine Muses A. Em 17 de maio, Kyungri estreou oficialmente como artista solo com o lançamento do single Talk About You, que foi produzida por Fourplay, um grupo de produtores. Em novembro de 2016, Kyungri realizou sua estreia como atriz ao se tornar a protagonista do drama I'm Not a Girl Anymore, exibido pelo Naver.

### 2018–presente:Bom Bome atividades individuais
No dia 27 de março, Kyungri realizou uma colaboração com o cantor Choi Nakta para o lançamento da canção Bom Bom, descrita como uma música de confissão de amor que apresenta uma sensação perfeita para a primavera.

## Discografia

### Álbuns singles
| Título         | Detalhes do álbum | Melhor posição nas paradas | Vendas |
| Título         | Detalhes do álbum | KOR                        | Vendas |
| -------------- | --- | -------------------------- | ------ |
| Talk About You | - Lançamento: 17 de maio de 2017 - Gravadora: Star Empire Entertainment, Genie Music - Formatos: CD, digital download | ASA                        | ASA    |

### Singles
| Título         | Ano  | Melhor posição nas paradas | Álbum          | Artista(s) |
| Título         | Ano  | KOR                        | Álbum          | Artista(s) |
| -------------- | ---- | -------------------------- | -------------- | ---------- |
| Talk About You | 2017 | —                          | Talk About You | Kyungri    |

## Filmografia

### Dramas
| Ano  | Título                 | Emissora      | Papel     | Notas                                    |
| ---- | ---------------------- | ------------- | --------- | ---------------------------------------- |
| 2013 | Blue Power             | tvN           | ela mesma | Participação especial, com Sera          |
| 2013 | Reply 1994             | tvN           | ela mesma | Participação especial, com Erine e Minha |
| 2016 | I'm Not A Girl Anymore | Naver TV Cast | ela mesma | Papel principal                          |
| 2017 | Big Morm               | MBC           | ela mesma | Participação especial no sexto episódio  |